# Bobo (Trummis)
Eric Bobo, (född som Eric Correa 27 augusti 1968) är trummisen i rappgruppen Cypress Hill. Hans ursprung är från Puerto Rico och Haiti.